# Paradascalia grisea
Paradascalia grisea är en insektsart som först beskrevs av Fabricius 1775.  Paradascalia grisea ingår i släktet Paradascalia och familjen Flatidae. Inga underarter finns listade i Catalogue of Life.